# IPhone 4s
iPhone 4S (стилизован, как iPhone 4 S, с 2013 года также стал использоваться вариант написания iPhone 4s) — сенсорный смартфон корпорации Apple, пятое поколение смартфонов iPhone. Внешне телефон похож на iPhone 4, но в новой модели улучшена аппаратная часть и обновлено программное обеспечение. Среди основных нововведений: голосовой помощник Siri, новый двухъядерный процессор А5, возможность функционирования в качестве Wi-Fi-роутера, независимость от персонального компьютера и улучшенная камера. Большинством функций можно управлять с помощью голоса.

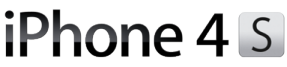
IPhone 4s

После представления телефона на конференции «Let’s Talk iPhone» (проводимой 4 октября 2011 года в Купертино, Калифорния), Apple, с 7 октября 2011 года, начала принимать предзаказы на iPhone 4S в семи странах (США, Канада, Австралия, Великобритания, Франция, Германия и Япония). Первые телефоны были получены покупателями 14 октября 2011 года. Продажи в России начались 16 декабря 2011 года.
Позже iPhone 4S стал доступен в 70 странах по всему миру. Для американских клиентов продажи смартфона без контракта начались приблизительно в ноябре 2011 года, а для остального мира Apple начала продавать сразу бесконтрактные iPhone 4S. АП огласило, что AT&T Mobility описала функции нового iPhone 4S как «экстраординарные». Это был последний iPhone, выпущенный при жизни Стива Джобса.

## История

### Перед анонсом
Множество видео и различных сообщений об изменениях в iPhone следующего поколения и его имени (считалось, что Apple выпустит iPhone 5) блуждали по интернету долгое время до дня анонса. После того, как стало известно, что Apple не выпустит iPhone 5, а вместо этого представило iPhone 4S, многие разочаровались. Тщательные исследования устройства показывают, что его новшества являются технологически существенными.
На следующий день после начала продаж один из основателей Apple, Стив Джобс, скончался.

### Анонс
Без радикальных изменений и немногими новыми особенностями iPhone 4S был не в состоянии произвести на некоторых критиков впечатление. Несмотря ни на что, поклонники Apple надеялись узнать что-нибудь об iPhone 5. Акции Samsung Electronics, HTC и Nokia повысились в среду после анонса 4S, в то время как акции Apple опустились. Однако позже, в тот же день, акции Apple стали повышаться и даже достигли уровня на 1 % больше в сравнении с начальным курсом. Аналитик К. К. Лу из Gartner полагает, что продажи iPhone 4S будут успешными, благодаря лояльности пользователей к марке Apple.

### Проблемы
С начала продаж нового iPhone 4S, которые одновременно сопровождались выходом в свет новой версии iOS (операционной системы) под индексом 5.0, многочисленными пользователями были выявлены следующие серьёзные проблемы:
- нет звука при исходящем звонке. Наиболее часто встречающийся сбой в работе iPhone 4s, по состоянию на 07.12.2011 официальных комментариев от Apple не поступало. Выражается в невозможности слышать гудки вызова и голос собеседника при исходящем звонке, в 10-50 % случаев. Встречается только при использовании штатного приложения «телефон», не выявлен при использовании других программ сходного назначения (например, SIP-клиентов). В России не существует SIP-карт. Они делаются на заказ за рубежом. Рекомендуемые сервис-центрами Apple меры (сброс телефона, замена SIM-карты и любые другие) не помогают. IPhone 4S работает только на SIP-картах. Временное решение проблемы — кратковременное переключение телефона на громкую связь и обратно в момент возникновения сбоя — помогает в 100 % случаев. По некоторым сведениям, указанный сбой возникает также на аппаратах предыдущего поколения после установки iOS 5.0 или 5.0.1. По неподтвержденным сведениям бета-тестеров iOS 5.1 данный сбой не встречается. Однако по состоянию на 07.12.2011 представительства Apple меняют дефектные аппараты по гарантии (там, где обмен предусмотрен) без объяснения причин. Впрочем, далеко не всегда обмен устройства приводит к устранению проблемы.
- быстрый разряд батареи. По отзывам пользователей, нормальный расход батареи iPhone 4s с включенными сервисами (геолокация, PUSH-сообщения и т. п.) составляет в нормальном режиме 2 часа. Зарядка аккумулятора происходит 8 часов. Очевидно, что это связано с неоптимальной работой некоторых программ, так как зафиксированы случаи устранения проблемы путём полного сброса устройства и восстановления в состояние «новый аппарат». Данная проблема была официально признана Apple, и в обновлении 5.1 устранена.
- не работает автофокус. Как и в iPhone 4, в некоторых случаях, камера переставала наводить фокус как автоматически, так и при попытке навести фокусировку на определенную точку. По официальным данным, такая проблема была вызвана тем, что защитный «бампер», надетый на iPhone, мешал движению линз. Однако, были замечены случаи, когда фокусировка не работала даже без надетого бампера.
- Раньше не было возможности подключить телефон через внутренний модем к интернету через кабель USB компьютера. Это искусственное ограничение связано с тем, что есть Wi-Fi, и разработчики считают, что Wi-Fi есть везде. Теперь такая возможность есть (на 2014-02-23). Для того, чтобы компьютер мог подключаться к интернету через внутренний модем iPhone 4s необходимо установить на компьютер iTunes. После этого модем исправно работает.

## Дизайн
iPhone 4S сохранил многие конструктивные особенности от iPhone 4. Передняя и задняя часть являются плоскими, экран покрыт стеклом. Камеры на задней и передней частях корпуса, сам корпус сделан из нержавеющей стали с металлическими кнопками. Экран имеет размер 3,5 дюйма (8,89 см), под ним расположена кнопка «Home». iPhone 4S существует в двух цветах: чёрный и белый. Однако, полосы на боковой панели были несколько изменены в связи с тем, что у iPhone 4S две антенны, по сравнению с iPhone 4. Также Apple вернула дизайн в iPhone 12.

## Скорость беспроводной связи
| Тип сотовой сети/беспроводной технологии | Класс        | Частоты, на которых работает сеть | Максимальная скорость Downlink (Mbps) | Максимальная скорость Uplink (Mbps) | Современность        |
| ---------------------------------------- | ------------ | --------------------------------- | ------------------------------------- | ----------------------------------- | -------------------- |
| GPRS                                     | 2G (2.5G)    | 850, 900, 1800, 1900 МГц          | 0.04                                  | Неизвестно                          | Технология устарела  |
| EDGE                                     | 2G (2.75G)   | 850, 900, 1800, 1900 МГц          | 0.38                                  | Неизвестно                          | Технология устарела  |
| UMTS                                     | 3G           | 850, 900, 1900, 2100 МГц          | 3.6                                   | Неизвестно                          | Технология актуальна |
| HSDPA/HSUPA                              | 3G (3.5G)    | 850, 900, 1900, 2100 МГц          | 14.4                                  | 5.7                                 | Технология актуальна |
| CDMA EV-DO Rev. A                        | 3G (3.5G)    | 450, 800, 1900 МГц                | 3.1                                   | 1.8                                 | Технология актуальна |
| Wi-Fi                                    | 802.11 b/g/n | 802.11n только 2,4 ГГц            | 54.0                                  | 54.0                                | Технология актуальна |
| Bluetooth 4.0                            | 802.15.4     | 2,4 ГГц                           | 1.0                                   | 1.0                                 | Технология актуальна |

## Спецификации

### 3G и беспроводные сети
- поддержка международных сетей
- UMTS/HSDPA/HSUPA (850, 900, 1900, 2100 МГц); GSM/EDGE (850, 900, 1800, 1900 МГц)
- CDMA EV-DO Rev. A (450, 800, 1900 МГц)
- 802.11b/g/n Wi-Fi (802.11n только 2,4 ГГц)
- Беспроводная технология Bluetooth 4.0

### Средства определения местонахождения
- GPS (с технологией Assisted GPS) и ГЛОНАСС
- Цифровой компас
- Wi-Fi
- 3G

### Дисплей
- Дисплей Retina
- Широкоформатный дисплей Multi-Touch с диагональю 3,5 дюйма
- Разрешение 960 x 640 пикселей (326 пикселей/дюйм)
- Контрастность 800:1 (стандартная)
- Яркость до 500 кд/м2 (стандартная)
- Олеофобное покрытие, устойчивое к появлению отпечатков пальцев, на передней и задней панелях
- Поддержка одновременного отображения нескольких языков и наборов символов

### Камера, фото и видео
- 8-мегапиксельная камера
- Автофокусировка
- Фокусировка касанием
- Распознавание лиц на фотографиях
- Светодиодная вспышка
- Запись видео, HD (с частотой развёртки 1080p) до 30 кадров/с с аудио
- Стабилизация видео
- Передняя камера для фотоснимков и видеозаписи VGA-качества со скоростью до 30 кадров в секунду
- Привязка фотографий и видео к месту съёмки
- Распознавание лиц при видео-съёмке

### Питание и аккумулятор
- Встроенный литий-полимерный аккумулятор ёмкостью ~1430 мА·ч (5,3 Whr), 3,7 В[12]
- Зарядка через USB от компьютера или адаптера питания
- В режиме разговора: до 8 часов в сети 3G; до 14 часов в сети 2G (GSM)
- В режиме ожидания: до 200 часов
- При работе в Интернете: до 6 часов в сети 3G; до 9 часов в сети Wi-Fi
- В режиме воспроизведения видео: до 10 часов
- В режиме воспроизведения аудио: до 30 часов

### Воспроизведение аудио
- Частотная характеристика: от 20 Гц до 20 кГц
- Поддерживаемые звуковые форматы: AAC (от 8 до 320 кбит/с), защищённый AAC (для файлов из iTunes Store), HE-AAC, MP3 (от 8 до 320 кбит/с), VBR, Audible (форматы 2, 3, 4, Audible Enhanced Audio, AAX и AAX+), Apple Lossless, AIFF и WAV
- Настраиваемая пользователем максимальная громкость

### ТВ и видео
- Функция дублирования видео AirPlay на Apple TV с частотой развёртки 720p
- Потоковая передача видео AirPlay на Apple TV 3-го поколения с частотой развёртки до 1080p и на Apple TV 2-го поколения с частотой развёртки до 720p
- Поддержка дублирования и вывода видео: видео с частотой развёртки до 1080p при использовании цифрового AV-адаптера Apple или VGA-адаптера Apple (адаптеры продаются отдельно)
- Поддержка вывода видео с частотой развёртки 576p и 480p через компонентный AV-кабель Apple; разрешение 576i и 480i через комбинированный AV-кабель Apple (кабели продаются отдельно)
- Поддерживаемые видеоформаты: видео H.264 с частотой развёртки до 1080p, 30 кадров/с, высокий профиль уровня 4.1 со звуком AAC-LC до 160 кбит/с, 48 кГц, стереозвук в форматах .m4v, .mp4 и .mov; видео MPEG-4 до 2,5 Мбит/с, 640 х 480 пикселей, 30 кадров/с, простой профиль со звуком AAC-LC до 160 кбит/с на канал, 48 кГц, стереозвук в форматах .m4v, .mp4 и .mov; Motion JPEG (M-JPEG) до 35 Мбит/с, 1280 x 720 пикселей, 30 кадров/с, аудио в формате ulaw, стереозвук PCM в формате .avi.

### Наушники
- Наушники Apple с пультом дистанционного управления и микрофоном
- Частотная характеристика: от 20 Гц до 20 кГц
- Акустическое сопротивление: 32 Ом

### Поддержка почтовых вложений
- Поддержка просмотра документов следующих типов:

.jpg, .tiff, .gif (изображения); .doc и .docx (Microsoft Word); .htm и .html (веб-страницы); .key (Keynote); .numbers (Numbers); .pages (Pages); .pdf (Preview и Adobe Acrobat); .ppt и .pptx (Microsoft PowerPoint); .txt (текст); .rtf (текст в формате .rtf); .vcf (информация о контактах); .xls и .xlsx (Microsoft Excel)

### Датчики
- Трёхосевой гироскоп
- Акселерометр
- Датчик расстояния
- Датчик внешней освещённости

### Системные требования
- Apple ID (требуется для некоторых функций)
- Доступ к сети Интернет
- Для синхронизации с iTunes на Mac или PC требуется:
- Mac: система Mac OS X 10.5.8 или более поздней версии
- PC: Windows 7, Windows Vista или Windows XP Home или Professional (Service Pack 3 или более поздней версии)
- iTunes 10.5 или более поздней версии (бесплатная загрузка с www.itunes.com/ru/download)

### Требования к среде эксплуатации
- Температура при эксплуатации: от 0 до 35 °C
- Температура при хранении: от −20 до 45 °C
- Относительная влажность: от 5 до 95 % без конденсации
- Максимальная высота эксплуатации: 3000 м

### Комплект поставки
- iPhone 4S
- Наушники Apple с пультом дистанционного управления и микрофоном
- Кабель для подключения док-станции к порту USB
- Адаптер питания USB
- Документация
- Скрепка для извлечения Micro-SIM
- Наклейки Apple в виде логотипа

### Языки
Поддержка языков
Английский (Великобритания), английский (США), арабский, венгерский, вьетнамский, голландский, греческий, датский, иврит, индонезийский, испанский, итальянский,  китайский (традиционный), китайский (упрощённый), корейский, малайский, немецкий, норвежский, польский, португальский, португальский (Бразилия), румынский, русский, словацкий, тайский, турецкий, украинский, финский, французский, хорватский, чешский, шведский, японский

## iPhone и окружающая среда
Компания Apple поддерживает передовые нормы в сфере защиты окружающей среды:
- Экран с подсветкой LED не содержит ртути
- Стекло дисплея не содержит мышьяка
- Не содержит бромированных огнестойких добавок
- Не содержит ПВХ
- Большая часть упаковки состоит из картона и биоматериалов, пригодных для повторной переработки

## Приём
Приём iPhone 4S был благоприятным. Рецензенты отметили Siri, новую камеру и скорость обработки как существенные преимущества по сравнению с предыдущей моделью. Тим Стивенс из Engadget сказал, что iPhone 4S делает все лучше, чем iPhone 4, но он просто не делает ничего существенно отличающегося. Большинство рецензентов считали, что Siri была самой важной функцией iPhone 4S. Брайан Чен из Wired сказал, что превосходная камера iPhone пятого поколения и быстрый двухъядерный процессор являются классными дополнениями. Но Siri - это причина, по которой люди должны покупать этот телефон.